# Kinbergonuphis antarctica
Kinbergonuphis antarctica är en ringmaskart som beskrevs av Wu, Wang och Wu 1987. Kinbergonuphis antarctica ingår i släktet Kinbergonuphis och familjen Onuphidae. Inga underarter finns listade i Catalogue of Life.